# София Шарлотта Ганноверская
София Шарлотта Ганноверская, герцогиня Брауншвейга и Люнебурга (нем. Sophie Charlotte von Hannover; 30 октября 1668, Бад-Ибург — 1 февраля 1705, Ганновер) — единственная дочь Софии Ганноверской и курфюрста Ганновера Эрнста Августа Брауншвейг-Люнебургского. В 1701 году София Шарлотта стала первой королевой Пруссии. Она владела французским, английским и итальянским языками и, как и её мать, водила дружбу с Готфридом Лейбницем. Бабушка Фридриха Великого.

## Биография
София Шарлотта (в семье её называли Figuelotte) родилась во дворце Ибурга. Первые пять лет жизни она провела вместе с родителями в провинциальном Ибургском дворце, затем семья архиепископа-курфюрста переселилась в 1673 году в новую резиденцию — дворец в Оснабрюке. Она была единственной дочерью у своих родителей: у неё было три старших и три младших брата, самый старший из её братьев стал королём Великобритании. В 1679 году после смерти её дяди Иоганна Фридриха Брауншвейг-Люнебургского семья переехала из Оснабрюка в Ганновер, где отец Софии Шарлотты вступил во владение княжеством Каленберг.
Протестантская семья Софии Шарлотты не исключала возможности брака с католиком по политическим мотивам. В 1679 году София Ганноверская отправилась с дочерью во Францию под предлогом интереса к садовому искусству. Однако главной целью поездки была возможная перспектива бракосочетания Софии Шарлотты с дофином Людовиком, сыном французского короля Людовика XIV, которую её мать пыталась устроить с помощью своей племянницы Елизаветы (Лизелотты) Пфальцской, невестки короля. Однако это попытка не удалась из-за династических планов Людовика XIV, который предпочёл в качестве невестки католичку — Марию Анну Баварскую.
Осенью 1684 года София Шарлотта вышла замуж за вдовствующего курпринца Бранденбурга Фридриха, своего троюродного брата. Четыре года спустя умер Великий курфюрст Фридрих Вильгельм, и Фридрих вступил на курфюршеский трон. Брак, заключённый по политическим мотивам, оказался несчастливым. Курфюрстина родила супругу двоих детей, из которых выжил только один сын — будущий король Пруссии Фридрих Вильгельм I.
София Шарлотта слыла противницей премьер-министра Эбергарда Данкельмана, но после его отставки в 1697 году (в которой она, как считается, сыграла ключевую роль) она так и не смогла добиться политического влияния и вскоре удалилась в свою загородную резиденцию.
В 1696 году София Шарлотта получила в подарок имение Литцов (нем. Lietzow, Lützow) с маленьким загородным дворцом, который по указанию короля Фридриха был перестроен в летний дворец Литценбург. Так курфюрстина, а позднее королева жила относительно независимо, а её супруг получал доступ во дворец только по приглашению, как, например, летом 1699 года на торжественное открытие дворца ко дню рождения курфюрста. Летняя резиденция стала постоянным местом жительства Софи Шарлотты. Около 1700 года замок под руководством архитектора Иогана Фридриха Эозандера фон Гёте был расширен и превратился в представительное трёхэтажное здание.
С 1696 года и до самой своей смерти София Шарлотта воспитывала как приёмную дочь осиротевшую Каролину Бранденбург-Ансбахскую, которую впоследствии мать Софии Шарлотты выдала замуж за своего внука Георга Ганноверского – будущего английского короля Георга II.
18 января 1701 года София Шарлотта была коронована своим супругом как первая королева Пруссии.
1 февраля 1705 года София Шарлотта умерла от воспаления горла в Ганновере, находясь в гостях у своей матери. Своё последнее пристанище она обрела в Берлинском кафедральном соборе. После смерти королевы дворец Литценбург был переименован в Шарлоттенбург и перестроен в представительное сооружение в три крыла. Этот шаг был предпринят Фридрихом прежде всего по династическим мотивам, поскольку прусский монарх, не имевший выдающихся предков и не совершивший великих подвигов, подвергался насмешкам со стороны европейских правителей и всячески стремился к признанию своего королевского звания. Опираясь на традиции Ганноверского королевского дома, он приложил все силы к возвеличиванию памяти своей супруги.
Королева София Шарлотта была интеллектуалкой. Она приглашала к своему двору в Литценбурге известных людей, композиторов (Торелли, Бонончини, Ариости), поэтов и учёных. Она также была одарена музыкально: проявляла интерес к итальянской опере, прекрасно играла на клавесине и пела; и владела пером достаточно, чтобы писать итальянские тексты для исполнявшихся при её дворе кантат и дуэтов. Под её покровительством были поставлены первые в Берлине оперы в специально для этого построенном театре. В 1700 году выдающийся  итальянский композитор Арканджело Корелли посвятил ей свой «Opus 5» — 12 сонат для скрипки с клавесином.

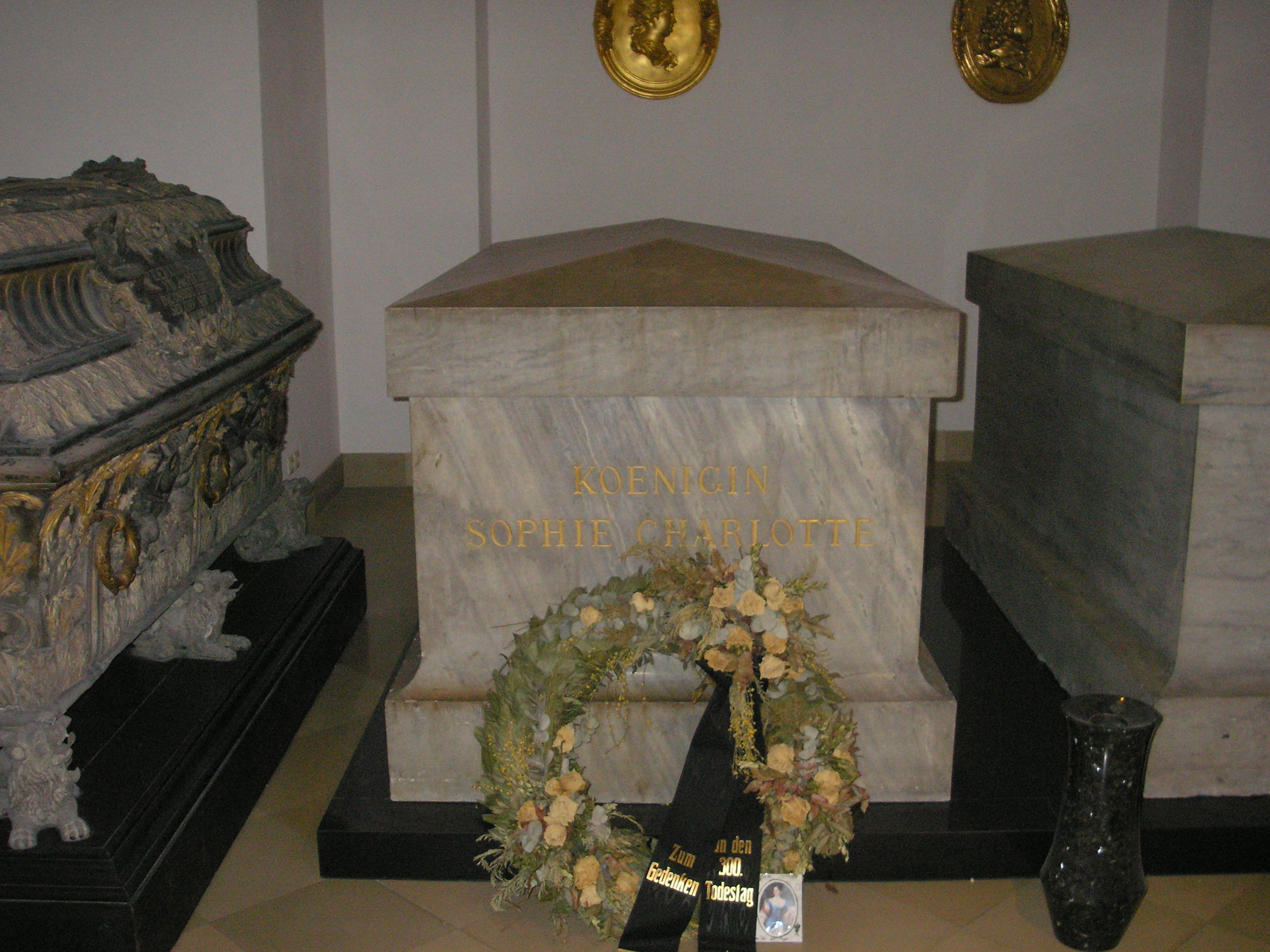
Гроб Софии Шарлотты в Берлинском кафедральном соборе

Частым гостем в летней резиденции прусской королевы был философ и учёный Готфрид Вильгельм Лейбниц, которого София Шарлотта знала ещё со времён ганноверского двора своей матери. Лейбниц оставался её другом на протяжении всей жизни, они вели оживлённые философские дискуссии и вместе работали над созданием Прусской академии наук в Берлине, которая была основана 11 июля 1700 года. Лейбниц, переживший Софию Шарлотту на одиннадцать лет, писал о ней: «Она часто хотела, чтобы я был подле неё; так что я нередко мог наслаждаться беседами  с государыней, чьи душа и человечность никогда никем не были превзойдены [...] Королева обладала невероятными познаниями даже в отдалённых областях и необычайной жаждой знаний, которую в наших беседах она пыталась удовлетворить всё больше и больше, от чего в один прекрасный день общество получило бы немалую пользу, если бы смерть не забрала её».

## Дети
- Фридрих Август (6 октября 1685 — 31 января 1686), умер в младенчестве.
- Фридрих Вильгельм I, король Пруссии (14 августа 1688 — 31 мая 1740), женат на Софии Доротее Ганноверской, племяннице Софии Шарлотты; были дети.